# Celleporidae
Celleporidae zijn een familie van mosdiertjes uit de orde Cheilostomatida en de klasse van de Gymnolaemata.

## Geslachten
- Buffonellaria Canu & Bassler, 1927
- Buskea Heller, 1867
- Calvipelta Tilbrook, 2006
- Cellepora Linnaeus, 1767
- Celleporina Gray, 1848
- Favosthimosia Hayward & Winston, 2011
- Galeopsis Jullien, 1903
- Lagenipora Hincks, 1877
- Lageniporina Winston, 2016
- Omalosecosa Canu & Bassler, 1925
- Omanipora Berning & Ostrovsky, 2011
- Orthoporidroides Moyano, 1974
- Osthimosia Jullien, 1888
- Palmicellaria Alder, 1864
- Pourtalesella Winston, 2005
- Pseudocelleporina Mawatari, 1986
- Ramicellepora Gordon, 2014
- Richbunea Gordon & d'Hondt, 1997
- Sinuporina Pouyet, 1973
- Spigaleos Hayward, 1992
- Tegminula Jullien, 1882
- Torquatella Tilbrook, Hayward & Gordon, 2001
- Turbicellepora Ryland, 1963

Niet geaccepteerde geslachten:
- Cycloporella Neviani, 1895 → Celleporina Gray, 1848
- Harmerella Lagaaij, 1952 → Buskea Heller, 1867
- Predanophora Tilbrook, 2006 → Torquatella Tilbrook, Hayward & Gordon, 2001
- Rhamphostomellina Hayward, 1975 → Cellepora Linnaeus, 1767